# 瓦西里·奥普雷亚
瓦西里·奥普雷亚（羅馬尼亞語：Vasile Oprea，1957年3月3日—），罗马尼亚男子手球运动员。他曾代表罗马尼亚国家队参加1984年夏季奥林匹克运动会手球比赛，获得一枚铜牌。